# Мельник Олег Петрович
Оле́г Петро́вич Ме́льник — український вчений в галузі порівняльної анатомії та біоморфології хребетних, засновник та розбудовник Музею анатомії НУБіП України — доктор ветеринарних наук, професор, академік ГО «НАН Вищої освіти України», завідувач кафедри анатомії, гістології і патоморфології тварин імені академіка В. Г. Касьяненка в НУБіП України (Київ), віце-президент Наукового товариства анатомів, гістологів, ембріологів і топографоанатомів України

## Біографія
Народився 19 серпня 1964 р. у селі Рідківці Новоселицького району Чернівецької області. Дитячі та юні роки пройшли у м. Сторожинець Чернівецької обл. Спеціальну освіту отримав у двох закладах:
Кіцманський радгосп-технікум (м. Кіцмань, Чернівецька обл.)  — «ветеринарний фельдшер», Українська сільськогосподарська академія (м. Київ) — «ветеринарний лікар»).

### Досвід професійної діяльності
- 1979—1983 студент Кіцманського радгоспу-технікуму, м. Кіцмань, Чернівецька обл.
- Після закінчення технікуму ветеринарний фельдшер Сторожинецької райветстанції, Чернівецька обл.
- 1983—1985 служба в лавах Радянської Армії.
- 1985—1990 студент ветеринарного факультету Української сільськогосподарської академії.
- 1990—1991 рр. — стажист кафедри анатомії сільськогосподарських тварин ім. акад. В. Г. Касьяненка Української сільськогосподарської академії.
- 1991—2000 рр. — асистент кафедри анатомії: сільськогосподарських тварин ім. акад. В. Г. Касьяненка Української сільськогосподарської академії (1991—1992), Українського державного аграрного університету (1992—1994), Національного аграрного університету України (з 1994 р.).

- 2000—2008 рр. — доцент кафедри анатомії тварин ім. акад. В. Г. Касьяненка Національного аграрного університету України, а з 2008 р. по 2013 р. Національного університету біоресурсів і природокористування України.

- 2001 р. — заступник декана факультету ветеринарної медицини Національного аграрного університету України з господарської роботи.

- 2001—2002 рр. — заступник директора Навчально-наукового інституту ветеринарної медицини, якості і безпеки продукції АПК Національного аграрного університету з організаційної роботи.

- 2003—2006 рр. — директор Наукового природничо-історичного музею Національного аграрного університету.

- З 2011 р. — завідувач кафедри анатомії тварин ім. акад. В. Г. Касьяненка Національного університету біоресурсів і природокористування України.

- 2018 — брав участь у ребальзамуванні тіла Миколи Івановича Пирогова.

### Наукові ступені і звання
- доктор ветеринарних наук (2011),
- професор (2013),
- академік НАН ВО України (2011).

### Членства в наукових товариствах
- член Польського товариства анатомів (2013),
- член Європейської асоціації ветеринарних анатомів EAVA (2017),
- член Пироговської комісії та виконавчої групи з ребальзамування тіла М. І. Пирогова (2017),
- член румунської асоціації порівняльних анатомів (2017);
- віцепрезидент НТ АГЕТ України (з 2019);
- почесний член ВГО ім. М. І. Пирогова «Військова медицина України» (2020).

## Кафедра анатомії
Олег Петрович Мельник очолює з 2011 р. кафедру анатомії тварин НУБіП України, що з 2017 р. реорганізована у кафедру анатомії, гістології і патоморфології тварин ім.акад. В. Г. Касьяненка. Ця кафедра — складова частина факультету ветеринарної медицини НУБіП України, вона є першою структурною одиницею, що була створена 10 жовтня 1920 року під час створення ветеринарного факультету. В різний час кафедру очолювали:
Дуброва Сергій Павлович (1920—1922 рр.), Цешківський Федір Олександрович (1922—1924 рр.); Домбровський Броніслав Олександрович (1924—1929 рр.); Волкобой Микола Іванович (1929—1930 рр.); Івакін Олексій Андрійович (1930—1931 рр.); Поручіков Дмитро Петрович (1931—1932 рр.); Касьяненко Володимир Григорович (1932—1952 рр.); Гіммельрейх Герман Олександрович (1952—1987 рр.); Рудик Станіслав Костянтинович (1987—2011 рр.);
Олег Петрович — автор низки спеціальних видань, пов'язаних з викладанням відповідних навчальних дисциплін. Зокрема, він один з авторів та науковий редактор підручника «Анатомія риб», по суті першого у світі, підготовленого і виданого спільно з Васильом Васильовичем Костюком та Петром Григоровичем Шевченком (2008 р.).
У 2018 році брав активну участь у 10-му ребальзамуванні тіла М. І. Пирогова. Підготував 5 кандидатів наук. У тому числі 1 Phd в Університеті ветеринарної медицини і фармації в Кошицах (Словаччина).

## Музей анатомії
Музей створено при кафедрі анатомії тварин НУБіП 1989 року завдяки ентузіазму і зусиллям Олега Петровича (Білоус 2017 [Архівовано 22 січня 2021 у Wayback Machine.]). Дата започаткування музею — 1 вересня 1989 року.
Елементи інтер'єру кафедри і музею, створені О. П. Мельником та за його участі:

Секційна зала («кінна зала»), біля кістяків — Олег Петрович
Бібліотека (йде реконструкція)
В коридорах анатомічного музею
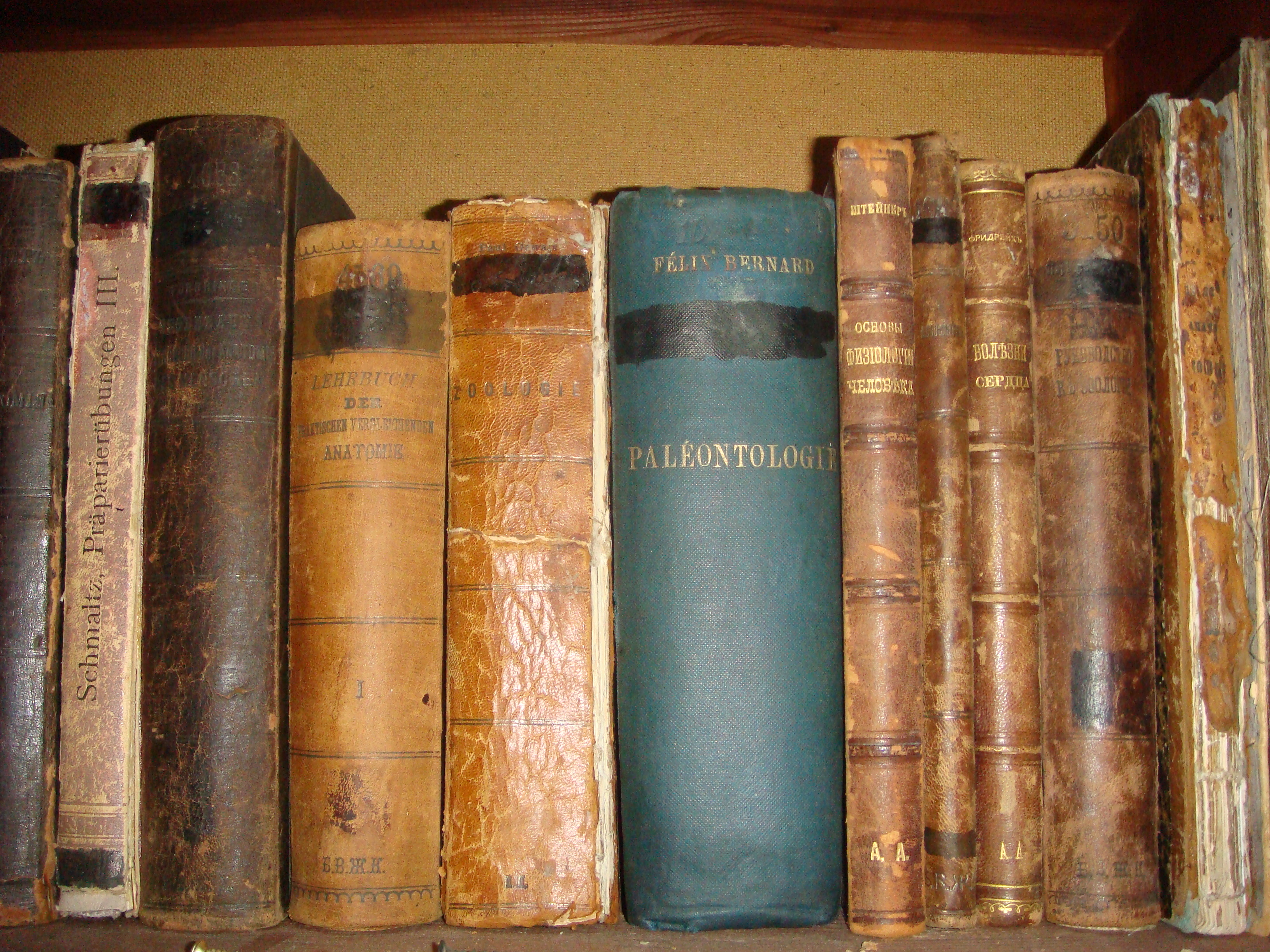
Стародруки в бібліотеці кафедри, зібрані Олегом Петровичем
Настінні рисунки: так прикрашені всі стіни й двері.

Один з яскравих доробків науковця в музеологічній сфері — впровадження методики пластинації. Подібний досвід дотепер був відсутній в українській природничій музеології. Майстер освоїв методику пластинації («полімерне бальзамування»), що дозволяє виготовляти пластинат органів, анатомічних областей і цілого тіла (Мельник et al. 2009; див. також фото). Пластиновані анатомічні препарати — еластичні й пружні, водночас вони зберігають природну форму та об'єм.

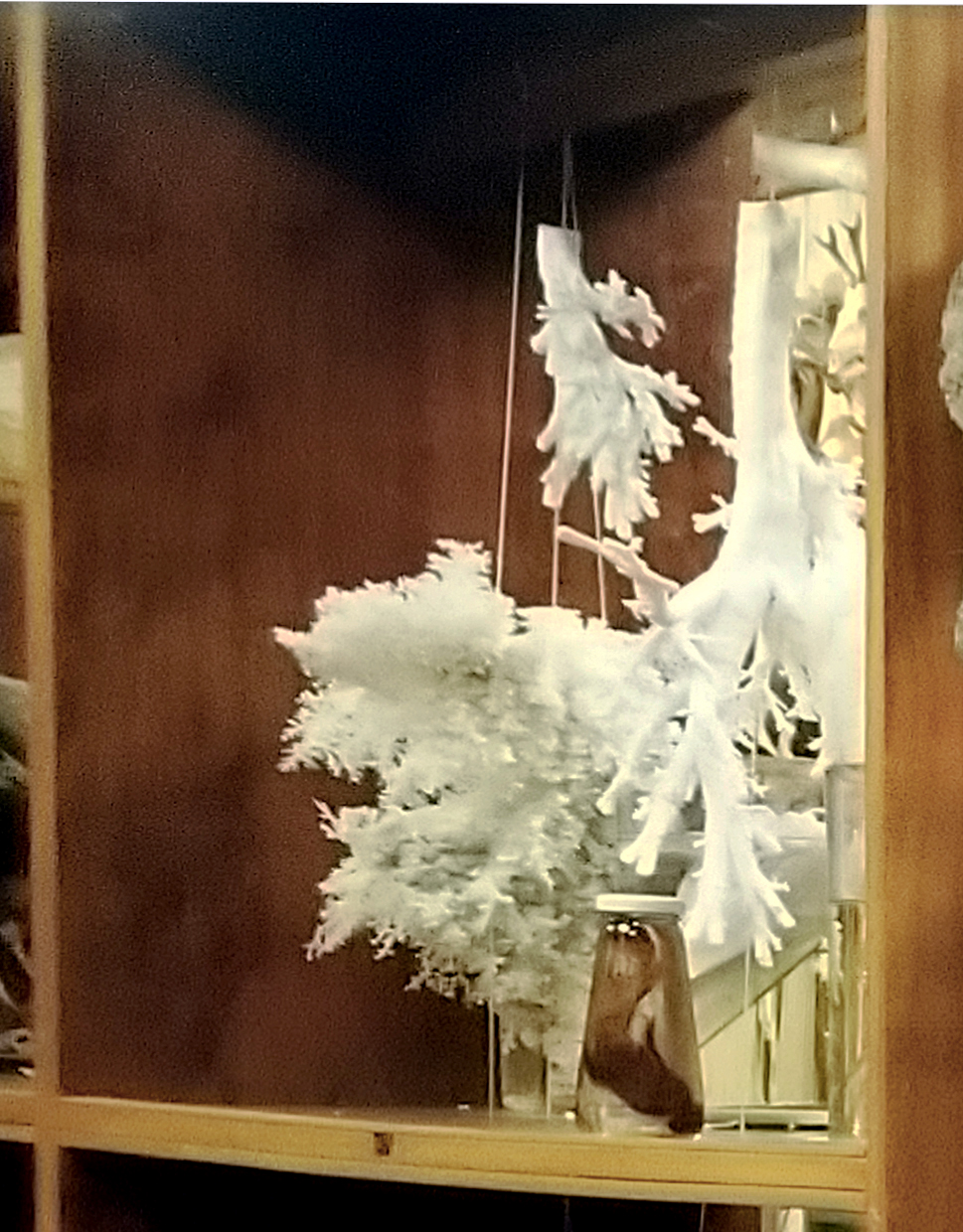
Корозійні препарати бронхо-легеневого дерева різних ссавців
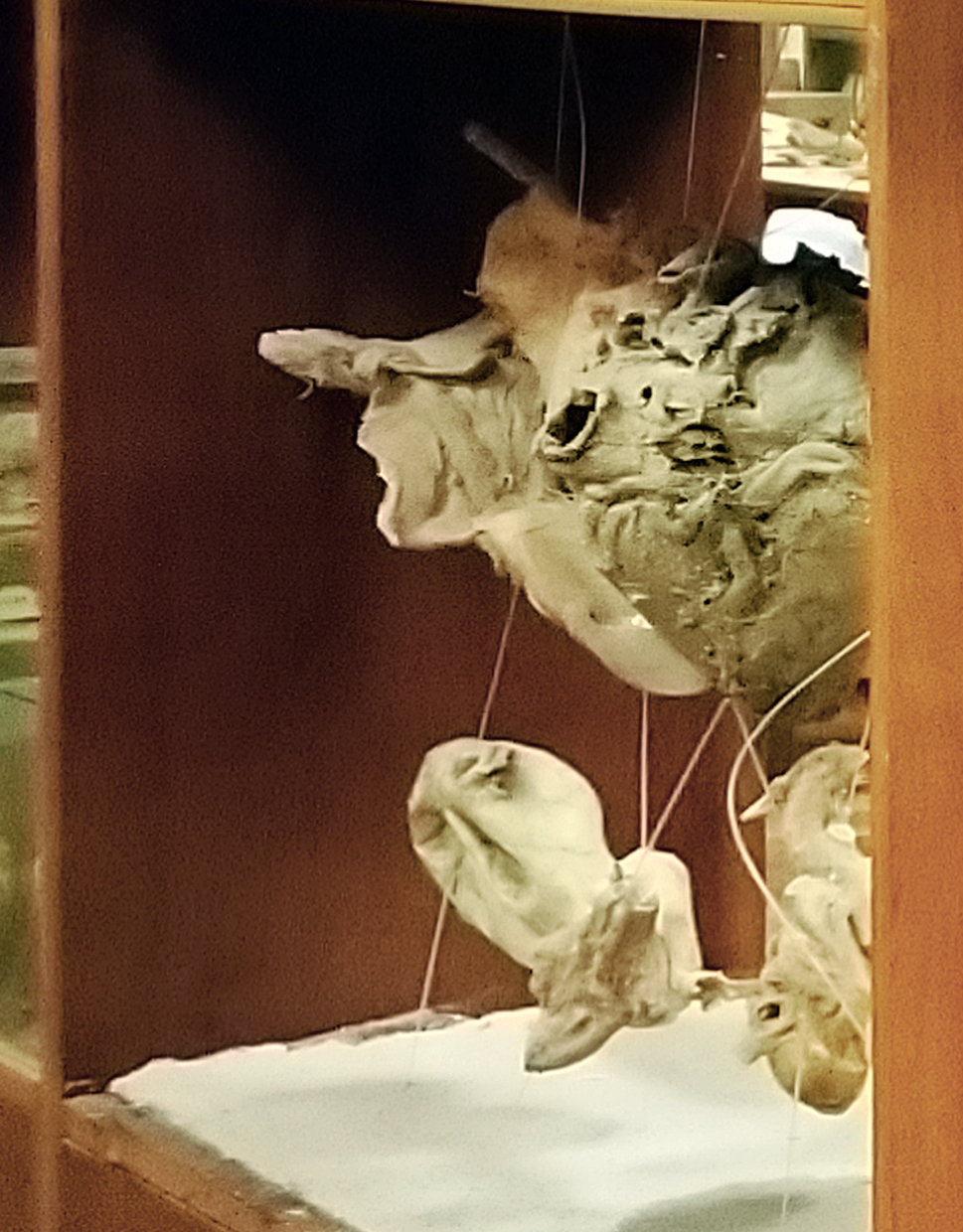
Препарати тварин і органів, виготовлені методом пластинації

## Почесні звання та відзнаки
Почесні звання:

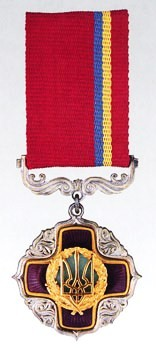
Знак ордена «За заслуги» III ступеня

- Почесний солдат Сандиністської революції та Сандиністської народної армії Нікарагуа (1987)
- Почесний громадянин села Котюжани Мурованокуриловецького району Вінницької області (2009)
- Майстер анатомічної музейної справи Наукового товариства анатомів, гістологів, ембріологів та топографоанатомів України [Архівовано 19 січня 2021 у Wayback Machine.] (2019)
- Почесний професор (Professor honoris causa) Державного аграрного університету Молдови (2019)
- Почесний професор (Professor honoris causa) Вроцлавського природничого університету (м. Вроцлав, Польща, 2020)
- Почесний доктор (Doctor honoris causa) Наукового товариства анатомів, гістологів, ембріологів та топографоанатомів України [Архівовано 19 січня 2021 у Wayback Machine.] (2020).

Нагороди та відзнаки:
- Грамота командувача внутрішніми військами МВС України (2004);
- Почесна грамота голови Державного комітету ветеринарної медицини України (2008).
- заохочувальна відзнака «За заслуги у розвитку ветеринарної медицини III ступеня» Державної ветеринарної та фітосанітарної служби України (2010).
- Почесна грамота голови Державної ветеринарної та фітосанітарної служби України (2012).
- медаль «20 років Академії наук Вищої освіти України» (2012).
- «Золота медаль В. Г. Касьяненко» Наукового товариства анатомів, гістологів, ембріологів та топографоанатомів України (2013).
- орден Святого Миколая Чудотворця Української Православної Церкви Київського Патріархату (2013).
- відзнака Академії наук Вищої освіти України «За досягнення у ветеринарії» (2013).
- орден Святого Юрія Переможця Української Православної Церкви Київського Патріархату (2014).
- Подяка міністра освіти і науки України (2014).
- медаль Ярослава Мудрого Академії наук Вищої освіти України (2014).
- вища відзнака Української Православної Церкви Київського Патріархату орден апостола Андрія Первозванного II ступеня (2014).
- Почесна грамота Кабінету Міністрів України (2014).
- Благословена грамота з відзнакою Української Православної Церкви Київського Патріархату (2014).
- медаль «За заслуги перед факультетом ветеринарної медицини Вроцлавського природничого університету» (2015).
- орден Христа Спасителя Української Православної Церкви Київського Патріархату (2015).
- медаль «За заслуги перед Вроцлавським природничим університетом» (2015).
- Почесна грамота Національної академії аграрних наук України від (2015).
- орден Рівноапостольного князя Володимира III-го ступеня Української Православної Церкви Київського Патріархату (2015).
- Почесна грамота Академії наук Вищої освіти України (2015).
- медаль Кирила і Мефодія Української Православної Церкви Київського Патріархату (2016).
- медаль «Микола Дудина» Академії наук Вищої освіти України (2017).
- медаль Святого Володимира Академії наук Вищої освіти України (2018).
- орден Рівноапостольного князя Володимира II-го ступеня Української Православної Церкви Київського Патріархату (2018).
- медаль «За співпрацю з Державною прикордонною службою України» (2019).
- орден Рівноапостольного князя Володимира І-го ступеня Української Православної Церкви Київського Патріархату (2019).
- Благословенна грамота з відзнакою Православної Церкви України (2019).
- «Золота медаль В. О. Бец» Наукового товариства анатомів, гістологів, ембріологів і топографоанатомів України (2019).
- орден святого Архістратига Михаїла II ступеня Православної Церкви України (2019).
- медаль Ярослава Мудрого Академії наук Вищої освіти України (2019).
- медаль «За жертовність і любов до України» Православної Церкви України (2019).
- медаль М. І. Пирогова Академії наук Вищої освіти України (2020).
- орден святого рівноапостольного князя Володимира III ступеня Православної Церкви України (2020).
- орден Єфрема Йосиповича Мухіна Всеукраїнської громадської організації ім. М. І. Пирогова «Військова медицина України» (2020).
- ювілейна відзнака «100 років факультету ветеринарної медицини НУБіП України» (2020).
- орден «За заслуги» III ступеня (2020), Указ Президента України 416/2020 від 20 вересня 2020 р.
- медаль святого великомученика Юрія Переможця Православної Церкви України (2020).
- відзнака святого великомученика і цілителя Пантелеймона Православної Церкви України (2021).
- Орден «Святійшого князя Володимира» вища відзнака ГО "НАН ВО України (2021).
- Подяка Київського міського голови (2021).
- Почесна грамота з відзнакою Наукового товариства анатомів, гістологів, ембріологів та топографоанатомів України (2021).
- орден Незалежна Україна Асоціації ветеранів Афганістану Бориспільщини (2021).
- орден святого рівноапостольного князя Володимира II ступеня Православної Церкви України (2021).
- медаль академіка Івана Омеляновича Поваженка ГО "НАН ВО України (2021).

## Наукові праці
Наведено лише окремі найбільш характеристичні праці, переважно за профілем дослідника в Google Scholar. Праці розміщено у хронологічному порядку.

### Монографії, дисертації, підручники
- Мельник, О. П., В. В. Костюк, П. Г. Шевченко. Анатомія риб: підручник. Київ: Центр навчальної літератури, 2008. 624 с.
- Мельник, О. П. Біоморфологія плечового поясу хребетних. Дисертація на здобуття вченого ступеня доктора ветеринарних наук: спеціальність 16.00.02 — Патологія, онкологія і морфологія тварин. Київ. 2011. 382 с.

### Наукові статті у фахових виданнях
- Мельник, О. П., В. В. Костюк, М. В. Мельник, К. В. Дідаш. До методики виготовлення анатомічних препаратів мозку шляхом пластинації. Вісник державного агро-екологічного університету, 2009, 201—208.
- Мельник, О. П., В. В. Костюк, М. В. Мельник, К. В. Дідаш. Виготовлення анатомічних препаратів методом пластинації. Вісник Сумського нац. агр. університету, 2009, (6), 25.
- Мельник, О. П. Скелет плечового поясу голубоподібних. Наук.-тех. бюлетень Ін-ту біології тварин. Львів, 2009, Випуск 1–2, 397—403.
- Мельник, О. П., В. П. Нікітов. Біоморфологія колінного суглобу деяких лелекоподібних. Вісник Житомирського національного агроекологічного університету, 2012, Випуск 2 (1), 173—178.
- Мельник, О. П., В. П. Нікітов. Біоморфологія скелетних структур колінного суглоба темнодзьобої гагари — Gavia arctica. Проблеми зооінженерії та ветеринарної медицини, 2014, Випуск 28 (2), 378—381.
- Melnyk, O., Grom, K., & Tomasz, S. Morphology of the pectoral girdle of some paddlefish and sturgeons: 101. Anatomia, Histologia, Embryologia, 2014. Vol. 43.
- Гром, К. И., О. П. Мельник. Сравнительная биоморфология скелета парных плавников карпообразных и окунеобразных рыб. Науковий вісник Львівського національного університету ветеринарної медицини та біотехнологій імені С. З. Ґжицького, 2016, Том 18, Випуск 1–2 (65): 38–43.
- Kovalyova, I. M., O. P. Melnyk, L. Kresakova, K. Vdoviakova. Potential Role of Guttural Pouches in Gas Exchange. Folia Veterinaria, 2017. 61 (1), 66–72.
- Мельник, О. П., В. К. Костюк, О. В. Волощук. Будова пір'я: терміни та визначення. Сучасне птахівництво, Випуск 1–2, 11–16.
- Мельник, О. П., А. О. Мельник. Біоморфологія м'язів, що діють на плечовий суглоб, деяких соколоподібних. Науковий вісник НУБіП України. Серія: Ветеринарна медицина, якість і безпека продукції тваринництва, 2018, Випуск 285, С. 195—204.
- Мельник, О. П., А. О. Мельник, Д. В. Дашко. Биоморфология органов локомоции индийского слона. Достижения и перспективы развития ветеринарной медицины, 2020, 53–63.

### Навчальні матеріали та програми
- Робочий зошит з анатомії свійських тварин для лабораторних занять та самостійної роботи: Навчальний посібник / І. В. Яценко, В. К. Костюк, П. М. Гаврилін, С. К. Рудик, О. П. Мельник, С. А. Ткачук, М. М. Бондаревський. — К: Аграр Медіа Груп, 2011. — 86 с.
- Робочий зошит з анатомії свійських тварин для лабораторних занять та самостійної роботи. Нутрощі: Навчальний посібник / І. В. Яценко, В. К. Костюк, П. М. Гаврилін, С. К. Рудик, О. П. Мельник, С. А. Ткачук, М. М. Бондаревський. — К: Аграр Медіа Груп, 2012. — 80 с.
- Робочий зошит з анатомії свійських тварин для лабораторних занять та самостійної роботи. Інтегрувальні системи, органи чуття та анатомія птиці: [методичний посібник] / І. В. Яценко, В. К. Костюк, П. М. Гаврилін, С. К. Рудик, О. П. Мельник, С. А. Ткачук, М. М. Бондаревський. — К: Аграр Медіа Груп, 2012. — 90 с.
- Анатомія свійських тварин / В. К. Костюк, С. К. Рудик, О. П. Мельник, Б. В. Криштофорова, В. В. Лемещенко, П. М. Гаврилін, Г. Пужиц, М. Янечек, Т.Радек // Програма нормативної навчальної дисципліни для підготовки фахівців ОКР «бакалавр» напряму 6.110101 «Ветеринарна медицина» у вищих навчальних закладах II–IV рівнів акредитації Міністерства аграрної політики та продовольства України. — К.: Аграрна освіта, 2013. — 29 с.
- Порівняльна морфологія і судова ветеринарна медицина / В. К. Костюк, С. К. Рудик, О. П. Мельник, Б. В. Борисевич, В. В. Лісова, В. В. Лемещенко, І. В. Яценко, Г. Пужиц, М. Янечек, Т. Радек // Програма нормативної навчальної дисципліни для підготовки фахівців ОКР «магістр» напряму 8.110101 «Ветеринарна медицина» у вищих навчальних закладах III–IV рівнів акредитації Міністерства аграрної політики та продовольства України. — К.: Аграрна освіта, 2013. — 23 с.